# وزارت نیروهای مسلح فرانسه
وزارت دفاع فرانسه (به فرانسوی: Ministère de la Défense) یکی از وزارت‌خانه‌های دولت فرانسه و مسئول مدیریت و سازماندهی نیروهای مسلح فرانسه در داخل و خارج از خاک فرانسه است. این وزارت‌خانه از اعضای فعال ناتو و انجمن دفاعی اروپا است. وزیر دفاع فعلی فرانسه خانم فلورنس پارلی می‌باشد که از ژوئن سال ۲۰۱۷ عهده دار این سمت است.
وزیر نیروهای مسلح فرانسه مسئول مدیریت نیروهای مسلح فرانسه است و مستقیماً به شخص رئیس‌جمهور در این خصوص پاسخگو است،از ابتدای سال ۲۰۱۵ تصمیم به تغییر محل فعلی ساختمان اصلی وزارت دفاع فرانسه گرفته شده‌است.

## پیوند
وبگاه رسمی